# Notopala sublineata
Notopala sublineata е вид коремоного от семейство Viviparidae. Видът е застрашен от изчезване.

## Разпространение
Разпространен е в Австралия.